# Ngô Kha Tương
Ngô Kha Tương (chữ Hán: 吳柯相), là vị vua thứ bảy của nước Ngô tồn tại từ cuối thời nhà Thương sang thời Đông Chu trong lịch sử Trung Quốc.
Ông mang họ Cơ, là con của Ngô Hùng Toại – quân chủ thứ 6 nước Ngô.
Sử sách không ghi chép thời gian ông làm quân chủ, không rõ năm bắt đầu, năm mất và các sự kiện trong thời gian ông ở ngôi.
Sau khi ông mất, con ông là Cơ Cường Cưu Di lên nối ngôi.